# トニー滝谷 (サウンドトラック)
トニー滝谷とは、2004年に公開された映画『トニー滝谷』のオリジナルサウンドトラックである。2007年12月12日にcommmonsよりリリースされた。
作曲と演奏はすべて坂本龍一が行っている。録音前に映画を観て一部のメロディの断片を用意し、スタジオに大きなスクリーンを持ち込み、映像を観ながらピアノで即興した。これはマイルス・デイヴィスが映画『死刑台のエレベーター』のサウンドトラックを録音したときの手法で、一度試したかったと語っている。
当初CD化の予定はなかったが、映画上映後からサウンドトラック発売の期待が大きくなったため、映画『SILK』のサントラ発売に合わせてリリースされた。

## 収録曲
1. DNA Intro
2. Solitude
3. DNA
4. Bottom
5. Fotografia 1
6. Fotografia 2
7. Solitude short
8. Harmonics 1
9. Solitude One Note
10. Harmonics 2
11. Solitude Theme